# Ectinohoplia rufipes
Ectinohoplia rufipes är en skalbaggsart som beskrevs av Victor Ivanovitsch Motschulsky 1860. Ectinohoplia rufipes ingår i släktet Ectinohoplia och familjen Melolonthidae. Inga underarter finns listade i Catalogue of Life.